# Хамелнският ловец на плъхове
Хамелнският ловец на плъхове (на немски: Rattenfänger von Hameln) е немска народна приказка, разказваща за извеждането или смъртта на много деца от град Хамелн, Германия. Най-ранните разказвачи описват флейтист, облечен в шарени дрехи, който извежда децата от града и те никога не се завръщат. Към XVI век историята бива разширена, достигайки пълния си вариант, в който се разказва, че град Хамелн наел флейтиста като ловец на плъхове, които той мамел с вълшебната си флейта далече от града. Когато жителите на Хамелн отказват да платят за услугата, ловецът подлъгва децата към бреговете на река Везер, в която те се давят. Тази версия на приказката, класифицирана като вълшебна приказка, се среща в творчеството на Братя Грим, Гьоте и Робърт Браунинг.
Историята може би разказва за историческо събитие, в което Хамелн е загубил децата си. Има теории, че ловецът символизира масова детска смърт от чума или природен катаклизъм. Други го описват като сериен убиец или го свързват с исторически личности като Николай Кьолнски, подлъгал стотици деца да се включат в катастрофалния Детски кръстоносен поход. Най-новите теории свързват напускането на хамелнските деца с Германската източна колонизация, по време на която много германци напускат домовете си, за да се заселят в Източна Европа.